# Гордон, Оуэйн
О́уэйн Ома́р Го́рдон (англ. Owayne Omar Gordon; 8 октября 1991, Кингстон, Ямайка) — ямайский футболист, нападающий клуба «Ричмонд Кикерс». Выступал за сборную Ямайки.

## Клубная карьера
Во взрослом футболе дебютировал в 2011 году за клуб «Арнетт Гарденс», в котором провёл полгода, приняв участие в 10 матчах чемпионата.
Своей игрой за эту команду привлёк внимание представителей тренерского штаба клуба «Монтего-Бей Юнайтед», в состав которого вошёл в начале 2012 года. Вместе с командой стал чемпионом Ямайки в сезоне 2013/2014. Сезон 2015/2016 стал для Гордона самым успешным в карьере: в 30 играх чемпионата он забил 19 голов, стал лучшим бомбардиром чемпионата и во второй раз стал чемпионом Ямайки.
В апреле 2016 года Гордон присоединился на правах аренды до конца года в американский клуб «Инди Илевен», с которым стал победителем весеннего чемпионата NASL. В январе 2017 года футболист вернулся в «Монтего-Бей Юнайтед».
17 августа 2017 года Гордон отправился в аренду в клуб USL «Сан-Антонио» на оставшуюся часть сезона 2017. 16 января 2018 года клуб продлил аренду ямайца на сезон 2018.
14 января 2019 года Гордон подписал контракт с клубом «ОКС Энерджи».
22 февраля 2021 года Гордон подписал контракт с клубом «Остин Боулд».
3 мая 2022 года Гордон подписал контракт с клубом Лиги один ЮСЛ «Ричмонд Кикерс» на сезон 2022. Свой дебют за «Кикерс», 14 мая в матче против «Юнион Омаха», отметил голом. 7 декабря «Ричмонд Кикерс» продлил контракт с Гордоном на сезон 2023.

## Карьера в сборной
30 марта 2015 года дебютировал за сборную Ямайки в товарищеском матче против сборной Кубы (3:0).
Был вызван в сборную на Золотой кубок КОНКАКАФ 2017.
14 октября 2018 года в матче квалификации Лиги наций КОНКАКАФ 2019/20 против сборной Бонайре (6:0) забил свой первый гол за «регги-бойз».

## Достижения
- Чемпион Ямайки (2): 2013/2014, 2015/2016
- Победитель весеннего чемпионата NASL (1): 2016
- Победитель регулярного чемпионата Лиги один ЮСЛ (1): 2022